# Lemaitreopsis
Lemaitreopsis is een geslacht van kreeftachtigen uit de klasse van de Malacostraca (hogere kreeftachtigen).

## Soort
- Lemaitreopsis holmi McLaughlin, 2007